# سلتیک متال
سلتیک متال (انگلیسی: Celtic metal) زیرشاخه ای از فولک متال است که در دهه ۱۹۹۰ در ایرلند توسعه یافت. این ژانر تلفیقی از هوی متال و سلتیک راک است.